# NGC 695
NGC 695 is een lensvormig sterrenstelsel in het sterrenbeeld Ram. Het hemelobject werd op 13 november 1786 ontdekt door de Duits-Britse astronoom William Herschel.

## Synoniemen
- PGC 6844
- UGC 1315
- ZWG 482.26
- 5ZW 123
- NPM1G +22.0080
- IRAS01484+2220